# اندی لیدل
اندی لیدل (انگلیسی: Andy Liddell؛ زادهٔ ۲۸ ژوئن ۱۹۷۳) بازیکن فوتبال اهل بریتانیا است.
از باشگاه‌هایی که در آن بازی کرده‌است می‌توان به باشگاه فوتبال برافورد پارک آونیو، باشگاه فوتبال اولدهام اتلتیک، باشگاه فوتبال روترهام یونایتد، باشگاه فوتبال بارنزلی، باشگاه فوتبال شفیلد یونایتد، و باشگاه فوتبال ویگان اتلتیک اشاره کرد.
وی همچنین در تیم ملی فوتبال زیر ۲۱ سال اسکاتلند بازی کرده‌است.